# Município de Jefferson (condado de Jackson, Ohio)
O município de Jefferson (em inglês: Jefferson Township) é um município localizado no condado de Jackson no estado estadounidense de Ohio. No ano de 2010 tinha uma população de 3.597 habitantes e uma densidade populacional de 37,62 pessoas por km².

## Geografia
O município de Jefferson encontra-se localizado nas coordenadas 38° 53′ 31″ N, 82° 37′ 49″ O. Segundo a Departamento do Censo dos Estados Unidos, o município tem uma superfície total de 95.61 km², da qual 94,77 km² correspondem a terra firme e (0,88 %) 0,84 km² é água.

## Demografia
Segundo o censo de 2010, tinha 3.597 habitantes residindo no município de Jefferson. A densidade populacional era de 37,62 hab./km². Dos 3.597 habitantes, o município de Jefferson estava composto pelo 98,03 % brancos, o 0,33 % eram afroamericanos, o 0,11 % eram amerindios, o 0,33 % eram asiáticos, o 0,03 % eram de outras raças e o 1,17 % eram de uma mistura de raças. Do total da população o 0,19 % eram hispanos ou latinos de qualquer raça.